# 하동 두양리 은행나무
하동 두양리 은행나무(河東 斗陽里 檭杏나무)는 대한민국 경상남도 하동군 옥종면 두양리에 있는 은행나무이다. 1983년 12월 20일 경상남도의 기념물 제69호 두양리 은행나무로 지정되었다가, 2018년 12월 20일 현재의 명칭으로 변경되었다.

## 개요
은행나무는 살아 있는 화석이라 할 만큼 오래된 나무로 우리나라, 일본, 중국 등지에 분포하고 있다. 우리나라에는 중국에서 유교와 불교가 전해질 때 같이 들어온 것으로 전해지고 있다. 가을 단풍이 매우 아름답고 병충해가 없으며 넓고 짙은 그늘을 제공한다는 장점이 있어 정자나무 또는 가로수로도 많이 심는다.
두양리의 은행나무는 나이가 900년 정도로 추정되며, 높이는 27m, 둘레는 9.3m이다. 고려 강민첨 장군이 심은 나무로 전해져오며, 나뭇가지가 뻗은 지름이 동서로 21.5m, 남북으로 18.3m이다.
강민첨 장군은 진주향교에서 공부를 하다가 이곳에 와서 조상의 사당을 짓고 제사를 지냈으며, 또한 학문을 닦고 무예를 연마하였다고 한다.
두양리의 은행나무는 마을 사람들이 신령시 여기는 나무로, 이 나무에 지성을 드리면 영험을 본다하여 지금도 지성을 드리러 오는 사람이 많다고 한다. 특히 자식의 대학진학을 앞둔 어머니들의 발길이 잦다고 한다. 하지만 2025년 산불로 인해 불에 타고 말았다.

## 같이 보기
- 강민첨

## 참고 자료
- 하동 두양리 은행나무 - 국가유산청 국가유산포털